# Istres Ouest Provence Volley-Ball 2011-2012
Questa voce raccoglie le informazioni riguardanti l'Istres Ouest Provence Volley-Ball nelle competizioni ufficiali della stagione 2011-2012.

## Organigramma societario
Area direttiva
- Presidente: Gilbert Louis

Area tecnica
- Allenatore: Frédéric Guérin
- Allenatore in seconda: Félix André

## Rosa
| N° | Nome               | Ruolo | Data di nascita | Nazionalità sportiva |
| -- | ------------------ | ----- | --------------- | -------------------- |
| 1  | Brunilde Dupont    | S     | 10 giugno 1992  | Francia              |
| 4  | Marie-France Dje   | S/O   | 10 aprile 1992  | Francia              |
| 5  | Marielle Bousquet  | L     | 5 aprile 1985   | Francia              |
| 7  | Ivana Vasin        | P     | 13 maggio 1982  | Serbia               |
| 8  | Anja Zdovc         | S     | 24 agosto 1987  | Slovenia             |
| 9  | Marijana Bašić     | C     | 8 ottobre 1981  | Serbia               |
| 10 | Dragana Bartula    | S     | 26 aprile 1988  | Bosnia ed Erzegovina |
| 12 | Emmanuelle Desaint | S     | 7 ottobre 1989  | Francia              |
| 13 | Soňa Mikysková     | S     | 2 maggio 1989   | Rep. Ceca            |
| 14 | Lauriane Truchetet | P     | 7 aprile 1984   | Francia              |
| 17 | Lydia Oulmou       | C     | 2 febbraio 1986 | Algeria              |